# Wesoła (Mysłowice)
Wesoła – dzielnica Mysłowic.

## Historia
Powstanie Wesołej datuje się na początek XVIII wieku Od tego czasu Wesoła należała do księstwa pszczyńskiego, a później powiatu.
W 1762 powstała tutaj huta szkła, której wyroby były znane w całej Europie. Wokół zakładu powstała kolonia o nazwie Szklarnia (osada z czasem przejęła nazwę Wesoła i obecnie stanowi centrum dzielnicy, natomiast rejon pierwotnej wsi nazywa się Starą Wesołą). W hucie szkła oprócz produkcji jego szlachetnych odmian, prowadzono także doświadczenia alchemiczne, w wyniku których Johann Christian Ruberg wynalazł w 1792 metodę produkcji cynku. Zaczęto go później wytapiać na dużą skalę  i przez 10 lat huta ta dzierżyła monopol w produkcji cynku w Europie. Wytop cynku na tych terenach prowadzono w latach 1792–1848.
W 1785 powstała pierwsza kopalnia w Wesołej. Górnictwo na tym terenie szczególnie intensywnie zaczęło się rozwijać od połowy XIX wieku
W czasie II wojny światowej przy KWK Wesoła znajdował się obóz pracy przymusowej „Fürstengrube”, który był filią obozu koncentracyjnego w Oświęcimiu.
W 1954 Wesołą włączono do powiatu tyskiego. W latach 1962–75 była ona samodzielnym miastem. W latach 1973–1975 miasto było siedzibą gminy wiejskiej Wesoła. W 1975 włączono ją do Mysłowic.
W 2015 z Wesołej i Krasów wydzielono dzielnicę Ławki.

## Obszar
Wesoła sąsiaduje z Morgami, Larysz-Hajdowizną, Krasowami i Ławkami. Jej obszar zamyka się od północy i wschodu ulicami Graniczną, 3 Maja i Piastów Śląskich, a od strony południa i zachodu terenami leśnymi na granicy miasta.
Do ciekawszych miejsc w dzielnicy należą m.in. zabudowania w centrum, Ośrodek Sportowo-Wypoczynkowy Wesoła Fala, kolonia "domków fińskich" przy ul. Piastów Śląskich oraz ul. 3 Maja, której kształt pozostał niezmieniony od wieków.
W dzielnicy działa Klub Sportowy Górnik Wesoła, który obejmuje sekcję piłkarską (A-klasa, grupa Katowice). Na terenie dzielnicy znajduje się parafia Matki Bożej Fatimskiej oraz kilka placówek oświatowych, w tym Górnośląska Wyższa Szkoła Pedagogiczna

## Sport
Klub piłkarski MKS Górnik Wesoła, który w sezonie 2025/2026 występuje w A-klasie.
Akademia Rugby Hegemon działająca jako fundacja od 14 września 2016.